# Slay Belles
Albums de RuPaul
Realness
(2015)
Slay Belles est le huitième album studio et deuxième de chansons de Noël de la drag queen américaine RuPaul, sorti le 23 octobre 2015.

## Liste des chansons
Toutes les chansons sont écrites et composées par RuPaul.
| No  | Titre                                                   | Producteur(s) | Durée |
| --- | ------------------------------------------------------- | ------------- | ----- |
| 1.  | Hi Pit Crew (Interlude)                                 |               | 1:01  |
| 2.  | Merry Christmas, Mary                                   |               | 2:57  |
| 3.  | Everybody Else's Money (Interlude)                      |               | 0:26  |
| 4.  | Christmas Is About Love                                 |               | 3:40  |
| 5.  | Redefined Christmas (Interlude)                         |               | 1:14  |
| 6.  | From Your Heart (en duo avec Michelle Visage)           |               | 3:07  |
| 7.  | Stripping in the Living Room (Interlude)                |               | 0:11  |
| 8.  | You're the Star (On My Christmas Tree)                  | Markaholic    | 3:22  |
| 9.  | BLT (Interlude)                                         |               | 0:30  |
| 10. | My Favorite Holiday (en duo avec Markaholic)            |               | 3:32  |
| 11. | Do It Forever, Daddy (Interlude)                        |               | 0:49  |
| 12. | Christmas Cookies                                       |               | 3:24  |
| 13. | Jingle Bells (Interlude)                                |               | 0:22  |
| 14. | Jingle Dem Bells (en duo avec Big Freedia & Ellis Miah) |               | 2:58  |
| 15. | BB Gun (Interlude)                                      |               | 1:28  |
| 16. | Nothing for Christmas                                   |               | 3:08  |
| 17. | Celebrity Shopper (Interlude)                           |               | 1:07  |
| 18. | Deck the Halls (en duo avec Todrick Hall)               |               | 4:21  |
| 19. | Joy to the World (Interlude)                            |               | 0:27  |
| 20. | Brand New Year (en duo avec Siedah Garrett)             |               | 4:02  |
| 21. | Merry Christmas, Mary (Reprise)                         |               | 1:42  |

## Classements musicaux
| Classements (2015)                   | Meilleure position |
| ------------------------------------ | ------------------ |
| US Billboard Dance/Electronic Albums | 21                 |

## Historique de sortie
| Région | Date            | Label     | Format         |
| ------ | --------------- | --------- | -------------- |
| Monde  | 23 octobre 2015 | RuCo Inc. | Téléchargement |